# سیلویا تودسکینی
سیلویا تودسکینی (ایتالیایی: Silvia Todeschini؛ زادهٔ ۲ دسامبر ۱۹۶۷) بازیکن زن بسکتبال اهل ایتالیا بود. وی در بازی‌های المپیک تابستانی ۱۹۹۲ شرکت کرده‌است.